# Drosophila maggulae
Drosophila maggulae este o specie de muște din genul Drosophila, familia Drosophilidae, descrisă de Gupta și Sundaran în anul 1990. Conform Catalogue of Life specia Drosophila maggulae nu are subspecii cunoscute.